# Lech Piasecki
Lech Piasecki (Poznań, 13 de novembro de 1961) é um desportista polaco que competiu no ciclismo na modalidade de rota, ainda que também disputou carreiras de pista. Em ambas modalidades coroou-se campeão do mundo, em 1985 em estrada e em 1988 em pista.
Como amador ganhou a prova de rota no Mundial de 1985. Ao ano seguinte faz-se profissional, e até que se retirou, em 1991, obteve quatro vitórias de etapa no Giro d'Italia e teve a honra de ser o primeiro ciclista do bloco oriental a correr com o maillot amarelo do Tour de France (em 1987).
Ganhou uma medalha de ouro no Campeonato Mundial de Ciclismo em Pista de 1988, na prova de perseguição individual.

## Medalheiro internacional

### Ciclismo em estrada
| Campeonato Mundial | Campeonato Mundial             | Campeonato Mundial | Campeonato Mundial |
| Ano                | Lugar                          | Medalha            | Competição         |
| ------------------ | ------------------------------ | ------------------ | ------------------ |
| 1985               | Giavera del Montello ( Itália) | Medalha de ouro    | Estrada (A)        |

### Ciclismo em pista
| Campeonato Mundial | Campeonato Mundial | Campeonato Mundial | Campeonato Mundial         |
| Ano                | Lugar              | Medalha            | Competição                 |
| ------------------ | ------------------ | ------------------ | -------------------------- |
| 1988               | Gante ( Bélgica)   | Medalha de ouro    | Perseguição individual (P) |

## Palmarés

### Estrada
| - 1981 - 1 etapa da Volta à Polónia - 1982 - 1 etapa da Milk Race - Campeonato da Polónia de Ciclismo em Estrada - 1 etapa da Volta a Renania-Palatinado - 1 etapa da Volta à Baixa Saxónia - 1983 - 2 etapas da Volta à Polónia - 1984 - 3.º no Campeonato da Polónia de Ciclismo em Estrada - Campeonato da Polónia de Ciclismo Contrarrelógio - 1985 (como amador) - Carreira da Paz, mais 4 de etapas - Campeonato da Polónia de Ciclismo Contrarrelógio - 3 etapas da Volta a Renania-Palatinado - 1 etapa da Volta à Áustria - 1 etapa da Settimana Ciclistica Bergamasca | - 1986 - Troféu Baracchi (com Giuseppe Saronni) - 1 etapa do Giro d'Italia - Giro da România - 1 etapa do Tour de l'Aude - Florência-Pistoia - 1987 - 1 etapa da Tirreno-Adriático - 1988 - Troféu Baracchi (com Czesław Lang) - 1 etapa do Giro d'Italia - 1989 - 3 etapas do Giro d'Italia - Giro do Friuli - 1 etapa da Tirreno-Adriático - 1990 - Florência-Pistoia |

### Pista
- 1984
  - Campeonato da Polónia em Pontuação

- 1988
  - Campeonato Mundial Perseguição Individual

## Resultados nas grandes voltas
| Carreira           | 1986 | 1987 | 1988 | 1989 | 1990 | 1991 |
| ------------------ | ---- | ---- | ---- | ---- | ---- | ---- |
| Giro d'Italia      | 65.º | 53.º | 74.º | 67.º | 56.º | -    |
| Tour de France     | -    | Ab.  | -    | -    | -    | -    |
| Volta a Espanha    | -    | -    | -    | -    | Ab.  | -    |
| Mundial em Estrada | Ab.  | 34.º | Ab.  | -    | -    | -    |

-: não participa